# José Tomás Sánchez
José Tomás Sánchez (ur. 17 marca 1920 w Pandan, zm. 9 marca 2012 w Manili) – filipiński duchowny katolicki, arcybiskup Nueva Segovia, wysoki urzędnik Kurii Rzymskiej, kardynał.

## Życiorys
Studiował w seminarium Świętego Różańca w Naga, następnie na Uniwersytecie Św. Tomasza w Manili, gdzie obronił doktorat z teologii. Przyjął święcenia kapłańskie 12 maja 1946. Pracował jako duszpasterz w Sorsogon i Legazpi, był wikariuszem generalnym Legazpi oraz wykładowcą kilku szkół katolickich i seminariów (także Uniwersytetu Św. Tomasza w Manili).
5 lutego 1968 został mianowany biskupem pomocniczym Caceres; otrzymał stolicę tytularną Lesvi, sakrę przyjął 12 maja 1968 z rąk arcybiskupa Carmine Rocco, nuncjusza na Filipinach. Od grudnia 1972 był biskupem-koadiutorem diecezji Lucena, przejął rządy w diecezji we wrześniu 1976, a w styczniu 1982 został promowany na stolicę arcybiskupią Nueva Segovia. Brał udział w sesjach Światowego Synodu Biskupów w Watykanie.
W październiku 1985 przeszedł do pracy w Kurii Rzymskiej; został sekretarzem Kongregacji Ewangelizowania Ludów. Z rządów archidiecezją Nueva Segovia zrezygnował w marcu 1986. W czerwcu 1991 Jan Paweł II mianował go kardynałem, nadając diakonię S. Pio V a Villa Carpegna. Zaraz po nominacji kardynalskiej Sánchez został mianowany prefektem Kongregacji ds. Duchowieństwa; pełnił także funkcję prezydenta Administracji Patrymonium Stolicy Apostolskiej (do maja 1993). Po osiągnięciu wieku emerytalnego został zwolniony z obowiązków prefekta Kongregacji ds. Duchowieństwa w czerwcu 1996.
Uczestniczył w IV konferencji generalnej Episkopatów Latynoamerykańskich w Santo Domingo (Dominikana, październik 1992); reprezentował Jana Pawła II na uroczystościach religijnych i rocznicowych w charakterze specjalnego wysłannika, m.in. na obchodach 400-lecia kilku diecezji filipińskich – Cebu City (kwiecień 1995), Nueva Segovia (czerwiec 1995) i Caceres (wrzesień 1995). Po ukończeniu 80. roku życia (marzec 2000) utracił prawo udziału w konklawe.